# Floral (Saskatchewan)
Floral est une municipalité rurale de la Saskatchewan au Canada, au sud de Saskatoon.
La ville est célèbre comme étant le lieu de naissance de Gordie Howe, un des meilleurs joueurs de l'histoire du hockey sur glace en Amérique du Nord.